# Pedrosa del Príncipe
Pedrosa del Príncipe ist ein nordspanischer Ort und eine Gemeinde (municipio) mit 163 Einwohnern (Stand: 2024) im Westen der Provinz Burgos in der Autonomen Gemeinschaft Kastilien und León. 

## Lage und Klima
Pedrosa del Príncipe liegt in der Kastilischen Hochebene (meseta) in einer Höhe von ca. 770 m ca. 40 km westsüdwestlich von Burgos. Der Río Odra fließt am westlichen Rand der Gemeinde und mündet im Gemeindegebiet in den Río Pisuerga. Die Temperaturen sind im Winterhalbjahr durchaus kalt, im Sommer dagegen warm bis heiß; Regen (ca. 530 mm/Jahr) fällt übers Jahr verteilt.

## Bevölkerungsentwicklung
| Jahr      | 1970 | 1981 | 1991 | 2001 | 2011 | 2021 |
| Einwohner | 528  | 325  | 339  | 255  | 175  | 165  |

## Sehenswürdigkeiten
- Stefanskirche (Iglesia de San Esteban)
- Einsiedelei der Jungfrau von La Olma